# ألان نكونغ
أليان نكونغ Alain Nkong (بالفرنسية: Alain Nkong)‏، من مواليد 6 أبريل 1979 في ياوندي في الكاميرون، لاعب كرة قدم كاميروني.
بدأ مسيرته الكروية مع نادي كانون ياوندي في موسم 1999/2000، وشارك معهم في 63 مباراة وسجل 14 هدف، وفي موسم 2000/2001 انتقل إلى نادي فيرموندي البرتغالي، وفي عام 2001 عاد إلى نادي كانون ياوندي، ولعب معهم 102 مباراة وسجل 57 هدف، وفي عام 2002 انتقل إلى نادي فيلا إسبانولا الأوروغوياني، وشارك معهم في 20 مباراة وسجل 5 أهداف، وفي موسم 2002/2003 انتقل إلى نادي لاس بالماس الإسباني، ولعب معهم 12 مباراة وسجل 7 أهداف، وفي عام 2003 انتقل إلى نادي باكو فيريرا البرتغالي، وفي عام 2004 انتقل إلى نادي ناسيونال الأوروغوياني، وفي عام 2005 انتقل إلى نادي كولورادو رابيدز الأمريكي، ولعب معهم حتى عام 2007، وشارك معهم في 33 مباراة وسجل 5 أهداف، ومنذ عام 2008 وهو يلعب مع نادي أتلانتي المكسيكي.
و هو يلعب مع منتخب الكاميرون لكرة القدم منذ عام 2001.

## روابط خارجية
- ألان نكونغ على موقع الاتحاد الدولي (مؤرشف)  (الإنجليزية)
- ألان نكونغ على موقع رابطة كرة القدم الفرنسية للمحترفين (الإنجليزية)
- ألان نكونغ على موقع الدوري الأمريكي (الإنجليزية)
- ألان نكونغ على موقع قاعدة بيانات كرة القدم.إي يو (الإنجليزية)
- ألان نكونغ على موقع بيانات كرة القدم. دي إي (الألمانية)
- ألان نكونغ على موقع ناشيونال فوتبول تيمز (الإنجليزية)
- ألان نكونغ على موقع Soccerway.com (الإنجليزية)
- ألان نكونغ على موقع عالم كرة القدم.نت (الإنجليزية)